# Jean Vaudan
Jean Vaudan, né le 30 avril 1909 à Trévoux et mort le  10 février 1984 à Chaponost, est un résistant français des maquis de l'Ain, responsable du groupe « Verduraz ».

## Résistance

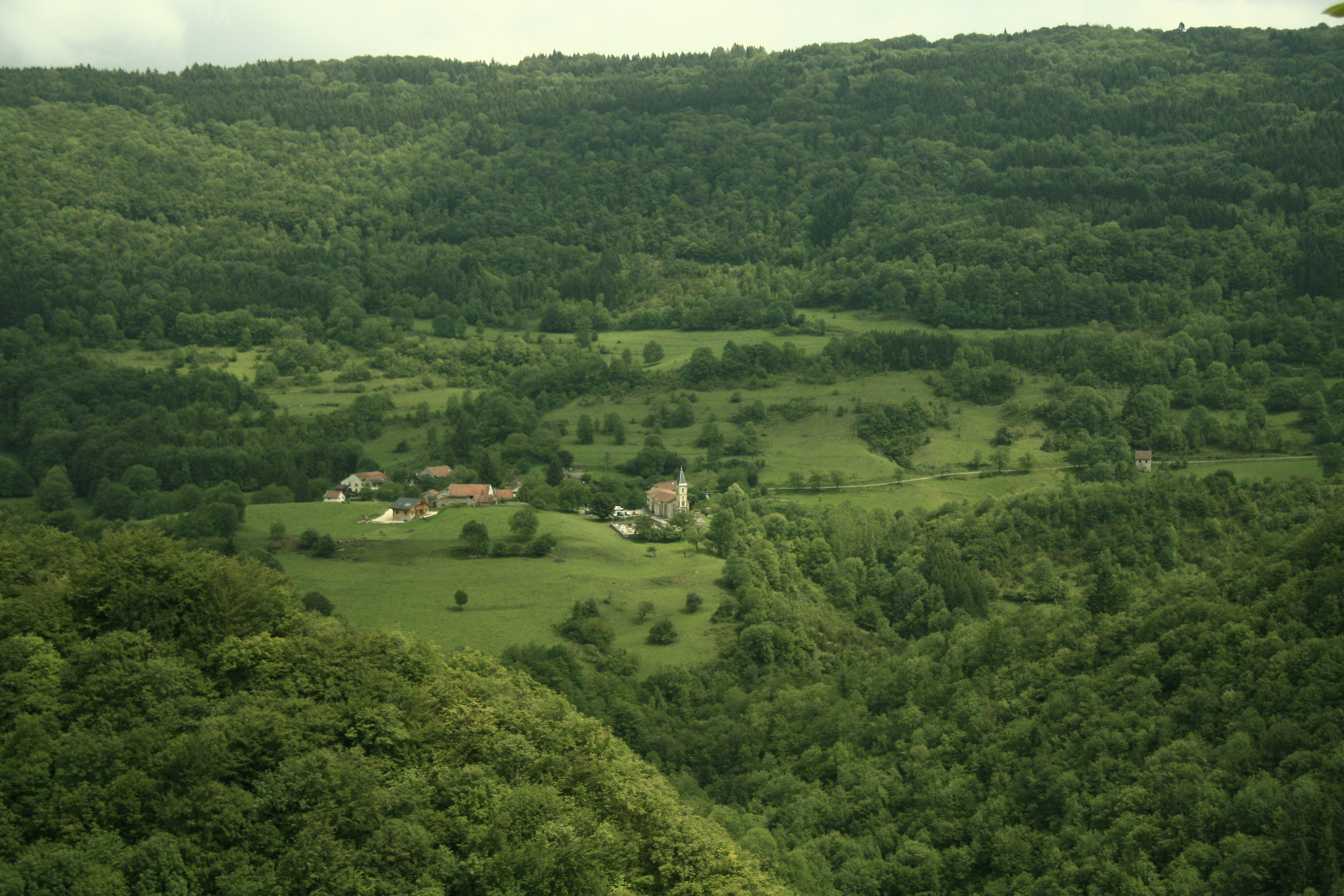
Aux Pézières, la route pour Malaval, Colognat et les fermes des Gorges.

Industriel lyonnais, Jean Vaudan arrive au maquis de l'Ain à la ferme des Gorges, vers Aranc, le 20 juin 1943. Désigné par Henri Romans-Petit comme chef du groupe « Verduraz », il fait partie du groupement sud du maquis de l'Ain, sous les ordres d'Henri Girousse dit Chabot.
Son maquis intègre des républicains Espagnols et des évadés Yougoslaves. 
Le 1er juillet 1943, son groupe formé d'une vingtaine d'hommes s'abrite aux fermes du Termant (fermes du bas), vers Évosges, où est célébrée la fête nationale du 14 juillet, en présence des chefs de la Résistance locale et d'Henri Romans-Petit. En représailles, la ferme sera incendiée par les Allemands le 17 août 1943.
Le 11 novembre 1943, Jean Vaudan est l'officier "serre-fil" du défilé des maquis de l’Ain à Oyonnax.
Le 20 janvier 1944, la compagnie « Verduraz » s'installe de nouveau aux fermes du Termant (fermes d'en haut) qui seront attaquées par une colonne allemande le 7 février 1944.